# H&R (Coventry)
H&R is een historisch merk van motorfietsen.
De bedrijfsnaam was: Hailstones & Ravenhall, Coventry.
Engels merk dat ook als R&H bekend was. Men bouwde motorfietsen met eenvoudige frames waarin een 147cc-Villiers-blok hing. De machine had een Albion-tweeversnellingsbak en "Chain-cum-belt"-aandrijving (kettingaandrijving naar de versnellingsbak en riemaandrijving naar het achterwiel). Op verzoek konden ook een kickstarter en een koppeling worden gemonteerd.
Hoelang de productie liep is niet zeker: van 1922 tot 1925 of alleen in 1923.